# Span (проектна фірма)
Span — це американська багатопрофільна студія в Чикаго, штат Іллінойс, яка спеціалізується на дизайні айдентики, брендингу, дизайні виставок, екологічній графіці, анімаційній графіці, інтерактивному дизайні та публікаціях. Його заснували у 2020 році Бад Родекер і Джон Побоєвскі, які обидва працювали в дизайн-студії Thirst разом з Ріком Валіченті. У 2023 році Нік Адам став асоційованим партнером.

## Помітні проєкти
У 2024 році Спан очолював ребрендинг одного з найстаріших закладів Чикаго, Музею природи Пеггі Нотеберт. Студія використовувала прерію як ключове натхнення для дизайну
Перейменування інвазивних видів коропів, раніше відомих як азійський короп, на Copi, супроводжується слоганом «Їж добре. Твори добро». Це частина федеральної та державної ініціативи, метою якої є заохочення людей споживати інвазійну рибу, зменшення її чисельності у водних шляхах Середнього Заходу та запобігання її поширенню у Великі озера.
Система ідентичності та ідентифікації бренду для Регіонального транспортного управління Чикаго (Іллінойс).
Короткі тривимірні фільми з анімацією та рухомою графікою під назвою «Міська секвойя» — про будівлі, які поглинають вуглець — прем'єра яких відбулася на конференціях ООН зі зміни клімату у 2021 та 2022 роках.
Виставка графіки для Design and Healing: Creative Responses to Epidemics в Купер Гьюітт, Смітсонівський музей дизайну.
Ребрендінг і фірмовий стиль Назаретського університету штату Нью-Йорк.
Ідентичність для Bronzeville, нового громадського парку Чикаго, Саут-Сайд Санктуарі.
Спільне виробництво з Manual Cinema лялькового + цифрового анімаційного фільму «Зворотний відлік».
Designing Slow & Low, ретроспективна книга чиказької спільноти лоурайдерів.

## Нагороди
- Нагороди Anthem за сталий розвиток, навколишнє середовище та клімат, 2023.[15]
- AIGA 365, 2022.[16]
- Товариство друкарських мистецтв, STA 100, 2020, 2021, 2022, 2023.[17]
- AIGA 365, 2024.[18]

## Розроблені ідентифікатори

Логотип Copi - нова назва азіатського коропа
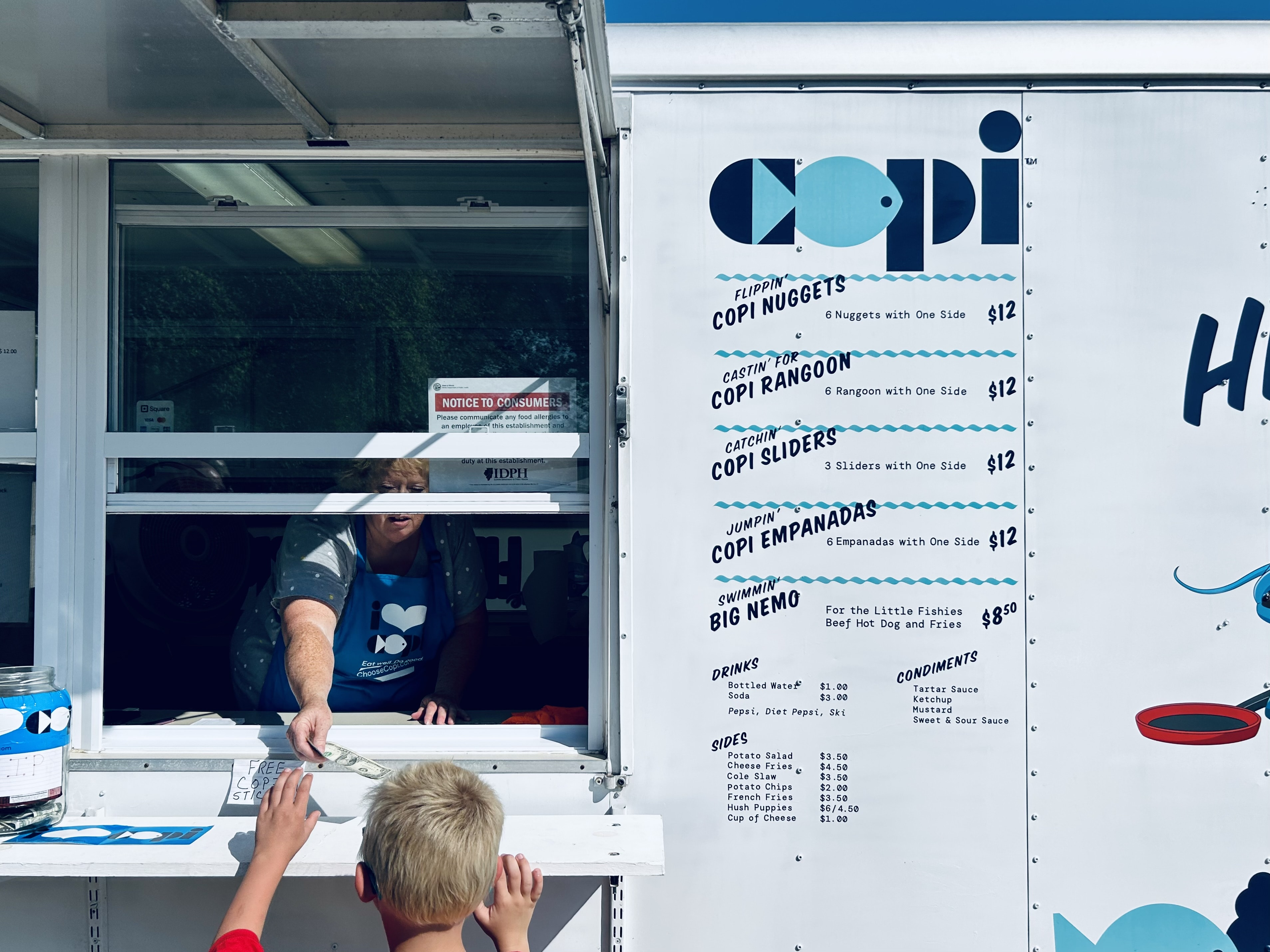
Фуд-вантажівка Copi на ярмарку штату Іллінойс у 2023 році в Спрингфілді, штат Іллінойс
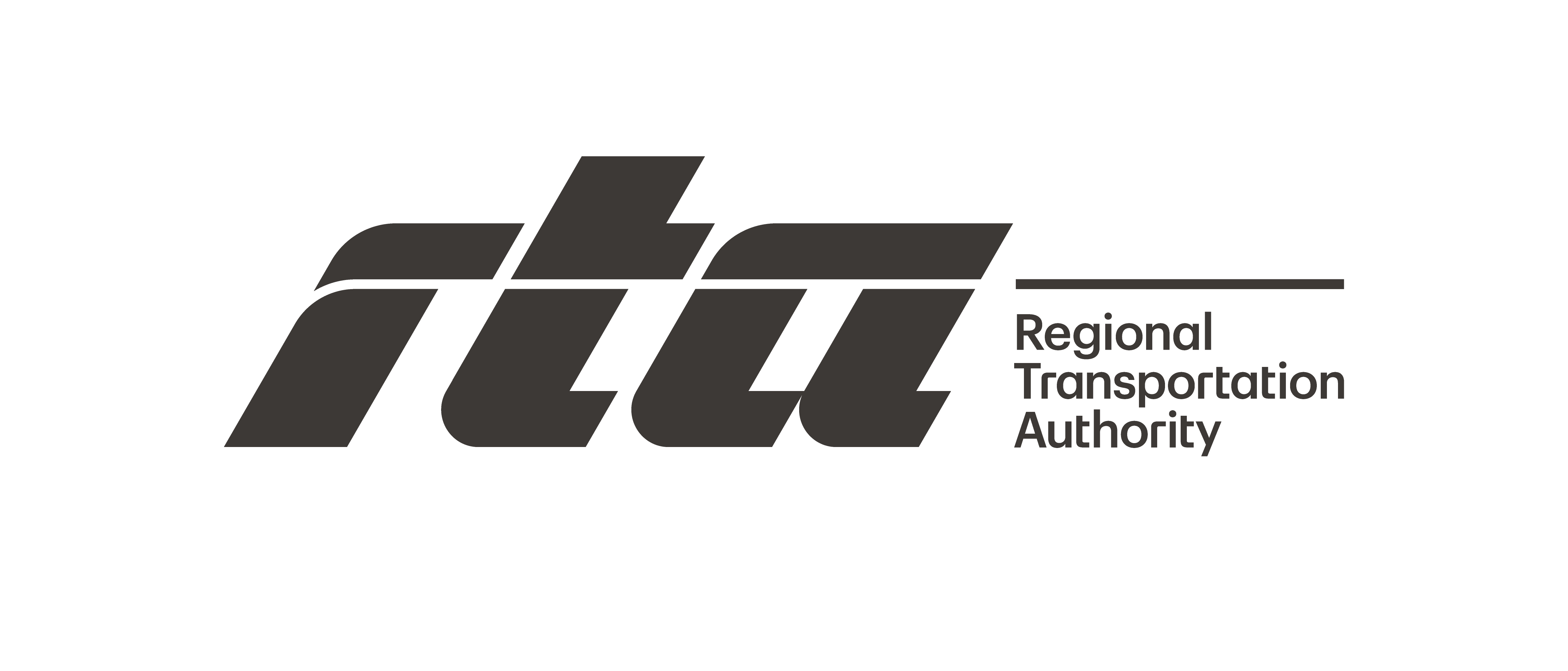
Логотип Регіонального транспортного управління Чикаго
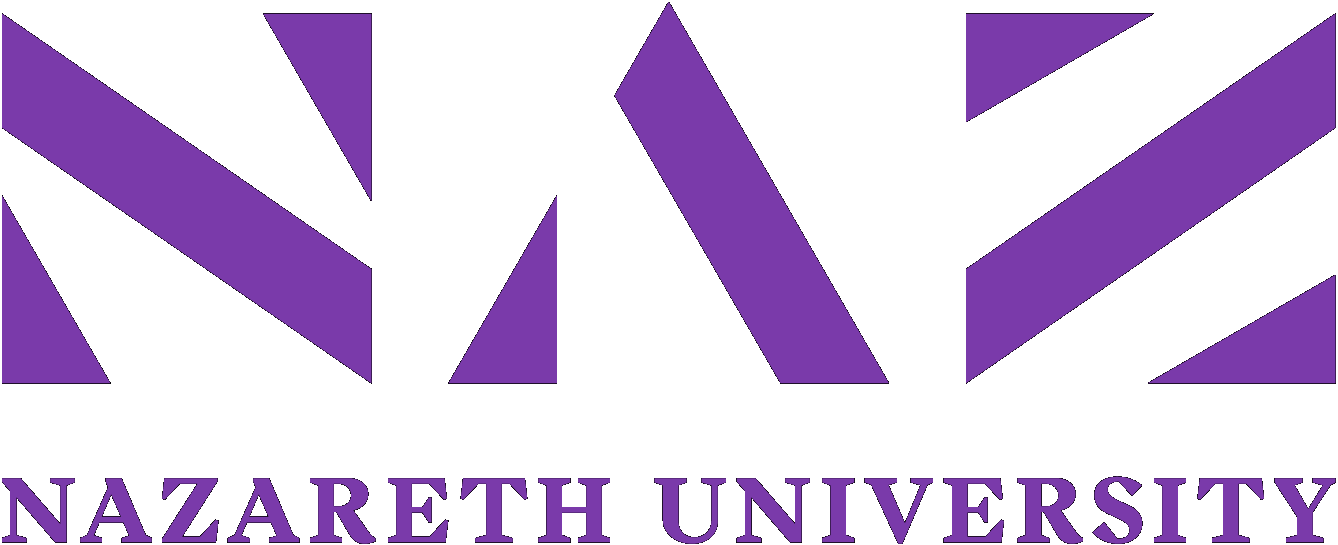
Айдентичність Назарецького університету, перейменованого в НАЗ
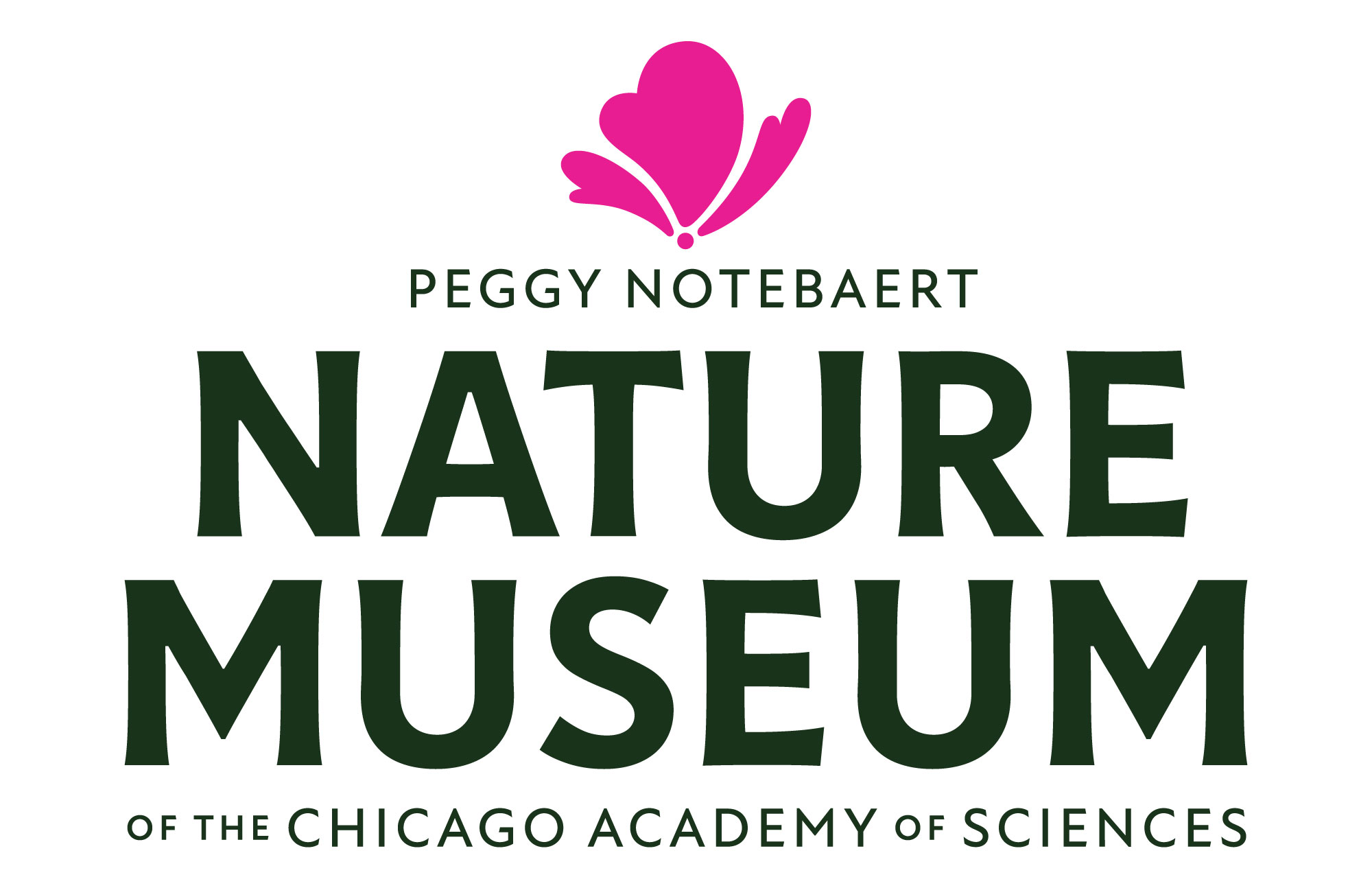
Ідентичність Чиказького музею природи

## Подальше читання
- Остаточний рейтинг найкращого та найгіршого брендингу 2023 року, грудень 2023 р., Fast Co Design
- Інвазивний вид коропа отримав нову назву, щоб захопити американських ресторанів, The Economist, червень 2022 р.
- Врятуйте планету, з'ївши цю велику гидку рибу, березень 2023 р
- Merriam Webster Dictionary Copi Definition
- Азіатський короп змінено на Copi для подолання екологічної кризи в США Тиждень дизайну, грудень 2022 р.
- Span Designs Two Exhibitions in Celebration of Trees, Design Week, травень 2023 р.
- Офіційне відкриття Департаменту природних ресурсів Іллінойсу з Джоном Госсом, Браяном Юпітером і Спеном
- CooperHewitt.org за дизайном книги
- Як хороший дизайн сприяє гарному здоров'ю, журнал Smithsonian, лютий 2022 р
- Новий стиль парку Чикаго відображає багату історію та культуру південної сторони міста, Creative Boom, серпень 2024 р.
- Прямо перед очима прерій, абсолютно новий, травень 2024 року
- Куди варто помандрувати цього літа? Нехай ці логотипи міст вирішують за вас — інтерв'ю з Бадом Родекером, липень 2024 р
- «Slow & Low святкує яскраву культуру лоурайдерів Чикаго», Print Magazine, травень 2024 р.